# Пам'ятники Козельця
Список пам'ятників в містечку Козелець на Чернігівщині:
| Назва                                                       | Рік встановлення | Розташування                           | Фото | Короткі відомості |
| Пам'ятник Тарасові Шевченку                                 | 1961             | У міському парку по вулиці Піонерській |      | Пам'ятник являє собою погруддя на п'єдесталі. Споруджений в 1961 році на відзначення 100-ліття з дня смерті поета.                                       |
| Пам'ятний хрест жертвам Голодомору 1932—1933 років          |                  | Поблизу Собору Різдва Богородиці       |      | |
| Пам'ятник воїнам-афганцям                                   |                  |                                        |      | На пам'ятнику викарбувані імена всіх загиблих з Козелецького району під час війни в Афганістані.                                                         |
| Пам'ятний знак Тарасу Шевченку                              |                  |                                        |      | Спомник встановлений в пам'ять про прощання козельчан з тілом Т. Г. Шевченка під час його перепоховання в травні 1861 року.                              |
| Меморіальний комплекс загиблим у Другій Світовій Війні      | 1972             |                                        |      | Домінантною скульптурою меморіалу є пам'ятник загиблим на фронтах Другої світової війни.                                                                 |
| Пам'ятний знак генерал-майору Мікушеву Георгію Миколайовичу |                  |                                        |      | Мікушев Г. М. загинув на цьому місці 9 вересня 1941 року, коли 41-а стрілецька дивізія під його командуванням обороняла Козелець від німецької окупації. |
| Пам'ятник-танк                                              |                  |                                        |      | Пам'ятник частинам Радянської армії, які звільнили Козелець від німецьких військ.                                                                        |
| Пам’ятник захисникам України                                | 14 жовтня 2016   | Поблизу Вознесенської церкви           |      | Пам’ятник воїнам-землякам, які загинули на Донбасі у 2014―2015 роках, захищаючи незалежність, суверенітет і територіальну цілісність України.            |
| Пам'ятник козлу                                             | 20 вересня 2018  | поблизу входу в міський парк           |      | Встановлено на честь козла, ця тварина вважається символом селища і присутня на геральдиці з початку 17 століття. На зиму переноситься в приміщення.     |